# Giovanni Laterza
Giovanni Laterza (né en 1873 à Putignano et mort à Bari le 22 août 1943) est un éditeur italien, fondateur des Éditions Laterza.

## Biographie
Giovanni Laterza est né à Putignano, près de Bari, le 27 avril 1873 de Giuseppe, charpentier, et Maria Pugliese, fille de propriétaires fonciers.
C'est son frère aîné Vito (1867-1935), qui fonda l'entreprise d'édition familiale. Il ouvre une papeterie à Putignano, qu'il déménage ensuite à Tarente et, en octobre 1889, à Bar marquée du sigle commercial Laterza & fils. En 1896, Vito achète une imprimerie qui imprimait le journal humoristique de Bari Fra' Melitone, la confiant à la direction d'un autre frère, Luigi, qui avait travaillé dans une lithographie à Naples.
En 1896, Giovanni Laterza après avoir quitté Milan, où il a travaillé comme barbier et épousé Agostina Broggi, vendeuse de la librairie Vallardi, entre dans l'entreprise en ouvrant une librairie, puis en donnant vie à l'actuelle maison d'édition Laterza & fils imprimeurs-éditeurs-libraires.
Dans une circulaire du 10 mai 1901, le début de l'activité a été annoncé dans le but de contribuer à la valorisation culturelle du Sud et de « coopérer de toutes nos forces pour faire connaître notre Bari parmi les autres villes d'Italie non non seulement comme centre industriel et commercial, mais aussi comme centre culturel ».
C'est également en 1901 qu'a commencé la correspondance entre Giovanni Laterza et le philosophe Benedetto Croce qui dura jusqu'à la mort de Laterza en 1943. De leur relation est née la collaboration de Croce avec la maison d'édition. À partir de 1906, Laterza publie la revue La Critica fondée et dirigée par le philosophe. Puis suivit la publication de ses œuvres.
Giovanni Laterza est mort à Bari le 21 août 1943.

## Distinction
Chevalier du travail le 1er décembre 1912
.